# Reginaldo Faria
Reginaldo Faria (Nova Friburgo, 11 giugno 1937) è un attore e regista brasiliano.

## Biografia
Al cinema viene ricordato in particolare quale protagonista di Lucio Flavio, il passeggero dell'agonia di Hector Babenco, inserito tra i cento migliori film brasiliani di tutti i tempi.  Inoltre ha diretto otto pellicole, nelle quali è anche apparso come attore.
Nel 1965 è stato protagonista della prima telenovela di TV Globo, Ilusões Perdidas. Un'altra produzione Globo in cui ha svolto il ruolo principale è Agua Viva  (1980). Rimarchevoli anche le sue partecipazioni da comprimario in Dancin' Days, Destini e Vite rubate.

## Vita privata
Ha tre figli maschi: gli attori Marcelo Faria e Carlos André Faria, e il regista Regis Faria.

## Filmografia

### Attore
- Ilusões Perdidas (1965)
- Paixão de Outono (1965)
- Um Rosto de Mulher (1965)
- Tempo de Viver (1972)
- Dancin' Days (1978)
- Pai Herói (1979)
- Carga Pesada (1979)
- Agua Viva  (Água Viva, 1980)
- Destini (Baila Comigo, 1981)
- Elas por Elas (1982)
- Vite rubate (Louco Amor, 1983)
- Transas e Caretas (1984)
- A Máfia no Brasil (1984)
- Ti Ti Ti (1985)
- Corpo Santo  (1987)
- Senza scrupoli (Vale Tudo, 1988)
- Tieta (1989)
- Boca do Lixo (1990)
- Rainha da Sucata (1990)
- Luna piena d'amore (Lua Cheia de Amor) (1990-91)
- Vamp (1991)
- As Noivas de Copacabana (1992)
- Contos de Verão (1993)
- Olho no Olho (1993)
- Engraçadinha: Seus Amores e Seus Pecados (1995)
- A Próxima Vítima (1995)
- Explode Coração (1995)
- Zazà (1997)
- La forza del desiderio (Força de um Desejo, 1999)
- Porto dos Milagres (2001)
- O clone (2001)
- Celibridade (2003)
- Cabocla (2004)
- América (2005)
- Sinhá Moça (2006)
- Paraíso Tropical (2007)
- Beleza Pura (2008)
- Paraiso (2009)
- Cordel Encantado (2011)
- O Astro (2011)
- Amor Eterno Amor (2012)
- Louco por Elas (2013)
- Joia Rara (2013)
- Imperio (2014)
- Totalmente Demais (2015)
- Pega Pega (2017)
- Espelho da Vida (2018)
- Um Lugar ao sol  (2022)